# Francis Doe
Pour les articles homonymes, voir Doe.
Francis Doe Forkey, né le 25 décembre 1985 à Monrovia, est un footballeur international libérien évoluant au poste d'avant-centre.

## Biographie

### En club
Doe commence sa carrière dans le championnat camerounais en 2002 au Tonnerre Yaoundé. Il est élu meilleur footballeur étranger de l'année et 3e meilleur joueur de l'année du championnat. Il devient le second joueur libérien à remporter le championnat du Cameroun et le premier depuis George Weah à recevoir un trophée de joueur de l'année. Cette année-la, il inscrit 6 buts en 8 matchs en Coupe d'Afrique.
Durant l'été 2003, Doe part jouer au Ghana à Buduburam FC, puis part en 2004 aux États-Unis pour les Minnesota Thunder, en dépit de l'intérêt de certains clubs comme le Walsall FC en Angleterre où le Boca Juniors en Argentine.
En manque de temps de jeu, il signe un contrat de deux ans avec le club grec de l'Atromitos en 2005.
En mars 2007, Doe retourne en Major League Soccer et devait signer au FC Dallas, mais le club ayant des restrictions pour le nombre de joueurs étrangers au club, il s'engage finalement avec les Red Bull New York. Après de bons résultats avec le club, il signe chez les D.C. United en avril 2008. Il marque dans chaque compétition pour l'United.
Le 14 juillet 2009, il retourne en Afrique pour signer dans un des meilleurs clubs du continent, Al Ahly SC en Égypte, qui cherchait un joueur de son type pour remplacer le départ de Flavio Amado. Il joue son premier match contre Ghazl El Mahallah lors de la première journée du championnat.

### International
Doe a participé avec l'équipe du Liberia aux qualifications pour le mondial 2006, ainsi que celles de la CAN 2008 où il marque deux buts.
Il décide, début de saison 2010, de mettre un terme à sa carrière internationale afin de se concentrer uniquement à son club.